# Oldřich Fejfar
Oldřich Fejfar (Praga, 8 de enero de 1931-4 de octubre de 2023) fue un geólogo y paleontólogo checo.

## Biografía
Desde 1949, Fejfar estudió geología, paleontología, zoología y antropología en la Universidad Carolina de Praga, con los profesores Josef Augusta y Zdeněk V. Špínar, entre otros. Recibió su doctorado sobre los mamíferos del Plioceno tardío de Eslovaquia . Desde 1954 trabajó en el Servicio Geológico Checoslovaco (Ústředního ústavu geologického) en Praga, donde permaneció hasta 1991. De 1969 a 1971 estuvo en la Universidad de Múnich con una beca Humboldt. Desde 1992 fue profesor titular en la Universidad Carolina de Praga, donde se jubiló en 1996.
Estaba particularmente interesado en los mamíferos fósiles del Cenozoico y Cuaternario y en el uso de restos fósiles de mamíferos (especialmente micromamíferos) en la bioestratigrafía. Sus trabajos sirvieron de base para la bioestratigrafía del Neógeno y Cuaternario de Europa, Norteamérica y Asia, basados principalmente en arvicolinos. Participó en expediciones a Cuba (1966), Libia (1983, 2000), Ecuador (1985), Wyoming, Arizona, Mongolia (1996), China y el Sahara, entre otros. Ha realizado visitas de investigación a numerosos museos y universidades de todo el mundo.
Describió cerca de setenta nuevos taxones de mamíferos fósiles.
A los 80 años, en 2011, aun seguía trabajando como emérito en la universidad. Falleció en Praga el 4 de octubre de 2023 a la edad de 92 años.

## Obra
Además de numerosos artículos científicos, publicó diversos libros:
- Fejfar, O. (1980): Od trilobita k člověku [De los trilobites al hombre]. Praga: Albatros. 310 págs.
- Fejfar O. (1989) Zkamenělá minulost [El pasado fosilizado]. Praga: Albatros. 303 págs.
- Engesser, B.; Fejfar, O. y Major, P. (1996) Das Mammut und seine ausgestorbenen Verwandten. [El mamut y sus parientes extintos]. Veröffentlichungen aus dem Naturhistorischen Museum Basel, 20. 188 págs. ISBN 9783952084045
- Fejfar, O. y Major, O. (2005) Zaniklá sláva savců [La gloria pasada de los mamíferos]. Praga: Academia. 278 págs. ISBN 80-200-1361-X

## Reconocimientos
- En 1995 recibió la medalla de plata de la Universidad Carolina de Praga.
- En 1996 se le eligió miembro correspondiente de la Sociedad Senckenberg.
- En 2001 se convirtió en miembro correspondiente de la Sociedad Paleontológica Alemana (Paläontologische Gesellschaft).
- En 2009 fue nombrado miembro honorario de la Society of Vertebrate Paleontology.

### Taxones dedicados
Todos corresponden a taxones extintos, conocidos por sus fósiles:
- Apeomys oldrichi Mörs y Flink, 2017, una especie de eomíido.
- Democricetodon fejfari Lindsay, 2017, una especie de cricetino.
- Desmanella fejfari Gibert, 1975, una especie de tálpido.
- Fejfarictis de Bonis et al., 2024, un género de  aeluroideo.
- Hanakia fejfari Horáček, 2002, una especie de quiróptero.
- Karnimata fejfari Kimura, Flynn y Jacobs, 2017, una especie de múrido.
- Microrallus fejfari Švec, 1983, una especie de ave rálida.
- Miopelobates fejfari Špinar, 1975, una especie de anfibio pelobátido.
- Nevadomys fejfari Mou, 2011, una especie de múrido.
- Oldrichpedetes Pickford y Mein, 2011, un género de pedétido.
- Oldrichpedetes fejfari Pickford y Mein, 2011, una especie de pedétido.
- Ophisaurus fejfari Klembara, 1979, una especie de ánguido.
- Pentabuneomys fejfari Qiu y Li, 2016, una especie de eomíido.
- Plesiosorex fejfari Oshima, Tomida y Orihara, 2017, una especie de plesiosorícido.
- Primoprismus fejfari Maridet, Wu, Ye, Meng, Bi y Ni, 2014, una especie de múrido.
- Pseudotheridomys fejfari Alvarez Sierra y Daams, 1987, una especie de eomíido.
- Sorex fejfari Horáček y Ložek, 1988, una especie de sorícido.
- Tobienia fejfari Tesakov y Bondarev, 2022, una especie de arvicolino.
- Torreya fejfarii Sitár, Kvaček y Bůžek, 1989, una especie de taxácea.
- Xenopsitta fejfari Mlíkovský, 1998, una especie de psitaciforme.